# 小腳怪
《小腳怪》（英語：Smallfoot）是一部2018年美國3D電腦動畫喜劇冒險電影，由華納兄弟動畫公司制作，凱瑞·柯克帕特里克編劇和執導。電影改編自塞爾吉奧·帕布洛的兒童圖書《雪人蹤跡》，配音員包括查寧·坦圖、詹姆斯·柯登、辛蒂亞、凡夫俗子、勒布朗·詹姆斯、吉娜·羅德里奎、丹尼·德维托、亞拉·夏希蒂、伊利·亨利和吉米·塔特羅。
電影定於2018年9月28日由華納兄弟發行。

## 配音員
| 配音          | 配音   | 配音   | 角色                           |
| 美國          | 台灣   | 香港   | 角色                           |
| ------------- | ------ | ------ | ------------------------------ |
| 查寧·坦圖     | 張騰   | 陳家樂 | 米果（Migo）                   |
| 詹姆斯·柯登   | 宋昱璁 | 張預東 | 波西·派特森（Percy Patterson） |
| 辛蒂亞        | 安那   | 衛詩雅 | 美姬（Meechee）                |
| 凡夫俗子      | 林谷珍 | 潘文柏 | 石總管（Stonekeeper）          |
| 勒布朗·詹姆斯 | 曾文鼎 |        | 呱吉（Gwangi）                 |
| 吉娜·羅德里奎 | 錢欣郁 |        | 可卡（Kolka）                  |
| 伊利·亨利     | 康秋樂 |        | 弗林（Flem）                   |
| 吉米·塔特羅   | 陳彥鈞 |        | 索普（Thorp）                  |
| 丹尼·德维托   | 陳宗岳 |        | 多哥（Dorgle）                 |
| 亞拉·夏希蒂   | 陳貞伃 |        | 布蘭達（Brenda）               |

## 製作
2017年5月11日宣佈，電影由查寧·坦圖、辛蒂亞和吉娜·羅德里奎配音。

## 發行
《小腳怪》原定於2018年2月9日在北美上映，後延期到2018年9月28日上映。

### 評價
爛番茄根據129條評論，持有76%的新鮮度，平均得分6.3／10。在Metacritic上，電影獲得了60分。

### 票房
在美國和加拿大，《小腳怪》與《夜校》、《小婦人》及《嚇地獄》同天上映並競爭，分析師預估《小腳怪》在首映週末能從4131間戲院中獲得2500萬至3000萬美元的票房。該片於上映首日賺取了650萬美元（其中包括週四晚間先行場的85萬美元），這超越了華納於2016年9月發行的動畫片《送子鳥》（43.5萬美元）。《小腳怪》在北美首週開出了2300萬美元的票房，位居當週票房亞軍。

## 外部連結
- 官方网站
- 互联网电影数据库（IMDb）上《小腳怪》的资料（英文）
- Box Office Mojo上《小腳怪》的資料（英文）
- Metacritic上《小腳怪》的資料（英文）
- 爛番茄上《小腳怪》的資料（英文）
- AllMovie上《小腳怪》的资料（英文）
- 開眼電影網上《小腳怪》的資料（繁體中文）
- Yahoo奇摩電影上《小腳怪》的資料（繁體中文）
- 雅虎香港電影上《小腳怪》的資料（繁體中文）
- 时光网上《小腳怪》的資料（简体中文）
- 豆瓣电影上《小腳怪》的資料 （简体中文）